# Anthony Ramos
Anthony Ramos Martinez (New York, 15 gennaio 1991) è un attore e cantante statunitense, attivo in campo teatrale e televisivo.

## Biografia
Ha studiato all'American Musical and Dramatic Academy prima di debuttare a Broadway nel 2015 con il musical di Lin Manuel Miranda Hamilton. Dopo il successo di Hamilton ha cominciato a recitare in televisione, interpretando ruoli ricorrenti nelle serie TV Younger, Will & Grace e She's Gotta Have It.
A Hamilton seguì anche il debutto cinematografico nel 2016 con White Girl, a cui sono seguiti altri film, tra cui A Star Is Born (2018) e Godzilla II - King of the Monsters (2019). Nel 2018 ha recitato nel musical di Lin-Manuel Miranda In the Heights al Kennedy Center di Washington, recitando nel ruolo del protagonista Usnavi de la Vega, un ruolo che è tornato ad interpretare nell'adattamento cinematografico del 2021. Per la sua interpretazione ha ricevuto una nomination al Golden Globe per il miglior attore in un film commedia o musicale.
Nel 2019 ha pubblicato il suo album di debutto The Good & the Bad.
Nell'aprile 2021, Ramos è stato scelto per il ruolo del protagonista Noah Diaz nel nuovo capitolo della serie cinematografica dei Transformers, intitolato Transformers - Il risveglio, previsto per il giugno 2023. Nel febbraio 2022 ha ottenuto il ruolo del supercriminale Hood nella miniserie televisiva del Marvel Cinematic Universe Ironheart per la piattaforma streaming Disney+, prevista per il giugno 2025.

## Vita privata
Ramos è stato fidanzato con Jasmine Cephas Jones, sua collega in Hamilton, dal 2018 al 2021.

## Filmografia

### Attore

#### Cinema
- White Girl, regia di Elizabeth Wood (2016)
- Patti Cake$, regia di Geremy Jasper (2017)
- A Star Is Born, regia di Bradley Cooper (2018)
- Godzilla II - King of the Monsters (Godzilla: King of the Monsters), regia di Michael Dougherty (2019)
- Hamilton, regia di Thomas Kail (2020)
- Honest Thief, regia di Mark Williams (2020)
- Sognando a New York - In the Heights (In the Heights), regia di Jon M. Chu (2021)
- Transformers - Il risveglio (Transformers: Rise of the Beasts), regia di Steven Caple Jr. (2023)
- Dumb Money, regia di Craig Gillespie (2023)
- Twisters, regia di Lee Isaac Chung (2024)
- Long Distance - Senza ossigeno (Long Distance), regia di Will Speck e Josh Gordon (2025)

#### Televisione
- Younger – serie TV, 2 episodi (2015)
- Law & Order - Unità vittime speciali (Law & Order: Special Victims Unit) – 1 episodio (2016)
- Will & Grace – serie TV, 4 episodi (2017-2018)
- She's Gotta Have It – serie TV, 19 episodi (2017-2019)
- In Treatment – serie TV, 6 episodi (2021)
- Ironheart, regia di Sam Biley e Angela Barnes – miniserie TV, 6 puntate (2025)

### Doppiatore
- Elena di Avalor (Elena of Avalor) – serie animata, episodio 3x15 (2019)
- Trolls World Tour (Trolls 2: World Tour), regia di Walt Dohrn (2020)
- Troppo cattivi (The Bad Boys), regia di Pierre Perifel (2022)
- IF - Gli amici immaginari (IF), regia di John Krasinski (2024)

## Teatro
- 2011: Grease – nel ruolo di Sonny LaTierri (Surflight Theatre, 22 giugno-15 luglio 2011)
- 2012: Damn Yankees – nel ruolo di Henry (Tournee nazionale)
- 2012: In the Heights – nel ruolo di Sonny de la Vega (Pioneer Theatre Compagny, 14-29 settembre 2012)
- 2015: Hamilton – nel ruolo di John Laurens (Public Theater, 20 gennaio-3 maggio 2015)
- 2016: Hamilton – nel ruolo di Philip Hamilton (Richard Rodgers Theatre, 13 luglio-20 novembre 2016)
- 2018: In the Heights – nel ruolo di Usnavi de la Vega (John F. Kennedy Center, 21-25 marzo 2018)

## Discografia

### Album in studio
- 2019 – The Good & the Bad

### Singoli
- 2019 – Cry Today, Smile Tomorrow
- 2019 – Dear Diary
- 2019 – The Good & the Bad
- 2019 – Mind Over Matter
- 2019 – Figure It Out

## Doppiatori italiani
Nelle versioni in italiano delle opere in cui ha recitato, Anthony Ramos è stato doppiato da:
- Alessandro Campaiola in Honest Thief, Transformers - Il risveglio, Dumb Money, Twisters
- Alessio Nissolino in Will & Grace
- Emanuele Ruzza in In Treatment
- Andrea Oldani in She's Gotta Have It
- Federico Viola in A Star Is Born
- Marco Vivio in Godzilla II - King of the Monsters
- Luca Mannocci in Sognando a New York - In the Heights
- Federico Campaiola in Ironheart
- Davide Perino in Long  Distance - Senza ossigeno

Da doppiatore è stato sostituito da:
- Valerio Lundini in Troppo cattivi, Troppo cattivi 2
- Stefano Sperduti in Trolls World Tour